# KWD 7 und 8
Die Tenderlokomotiven 7 und 8 der Kleinbahn Weidenau–Deuz (KWD) wurden von der Arnold Jung Lokomotivfabrik mit den Fabriknummern 4095 und 4760 gebaut. Die beiden Lokomotiven besaßen große Ähnlichkeiten mit der Type ELNA 3. Die Lokomotiven waren nur auf der Kleinbahn im Einsatz.
Nach der Ausmusterung um 1960 wurde die KWD 8 an das Jurenkawerk bei Babcock & Wilcox in Friedrichsfeld verkauft und war dort noch einige Jahre im Einsatz. Der weitere Verbleib nach 1966 ist nicht bekannt.

## Geschichte
Nachdem auf der Kleinbahn Weidenau–Deuz bis 1928 Nassdampftenderlokomotiven der Bauart C n2t eingesetzt wurden, erfolgte mit diesen beiden Heißdampf-Lokomotiven ein Leistungssprung mit einer der ELNA 3 ähnlichen Lokomotivkonstruktion, jedoch mit vielen Unterschieden in den Details.
Die Lokomotiven hatten eine doppelte Bremsausrüstung, sie waren sowohl mit Saugluftbremse für den Personenzugdienst als auch mit Druckluftbremse für den Güterzugdienst ausgestattet. 1938 folgte mit der KWD 9 eine noch größere und stärkere Lokomotive sowie mit der KWD 10 eine Lokomotive für den reinen Personenzugdienst.
Sie waren bis zum Ende der Dampfloktraktion bei der Kleinbahn im Einsatz. Beim Personal waren sie durch ihre Stärke und relative Laufruhe recht beliebt und wurden bis zur Geschwindigkeit bis 50 km/h ausgefahren. Im Dampfverbrauch waren sie sehr sparsam. Abgelöst wurden beide Lokomotiven ab 1955 von Uerdinger Schienenbussen im Personenzugdienst und 1959 von Diesellokomotiven R 42 C im Güterzugdienst. Beide Lokomotiven wurden 1960 und 1961 ausgemustert. Die KWD 7 wurde 1961 verschrottet, die KWD 8 konnte als Werklokomotive an das Jurenkawerk bei Babcock & Wilcox in Friedrichsfeld verkauft werden. Letztmals wurde die Lokomotive dort 1966 namentlich erwähnt, der weitere Verbleib der Lok ist nicht bekannt.

## Technik
Die Lokomotiven zeichneten sich als eigenständige Konstruktionen mit eigenen Normen aus. Bei Jung wurden die Lokomotiven als Dh2t–350PS bezeichnet. Übereinstimmend mit den ELNA 3 war die Ausrüstung mit Wasserkastenrahmen und ohne seitliche Wasserkästen. Der Rahmen sowie Kessel und Aufbauten entsprachen den Fertigungsmöglichkeiten des Herstellers. Ausgerüstet waren die Lokomotiven mit auf der Pufferbohle liegendem Oberflächenvorwärmer, dieser wurden aber später abgebaut bzw. zweckentfremdet als Schalldämpfer für den Abdampf der Luftpumpe verwendet.